# Platònic (sèrie de televisió)
Platònic (títol original en francès, Platonique) és una sèrie de televisió francesa dirigida i escrita per Élie Girard i Camille Rosset. Formada per deu episodis, s'ha doblat i subtitulat al català per a la plataforma 3Cat, que la va estrenar el 8 d'abril de 2024.

## Sinopsi
Descontents com a parella, en Yann i l'Elsa deixen els seus respectius cònjuges per viure junts en completa amistat. Amb 35 anys, tots dos són companys d'habitació, però sense comptar els seus fills que arriben cada dues setmanes.

## Repartiment
- Camille Rutherford: Elsa
- Maxence Tual: Yann
- Joséphine de Meaux: Karen
- Baptiste Lecaplain: Maxime
- Allison Chassagne: Elo
- Yves-Edgar Monnou: Quentin
- Vincent Heneine: Samir
- Claire Dumas: Nora